# 烏韋利斯基區

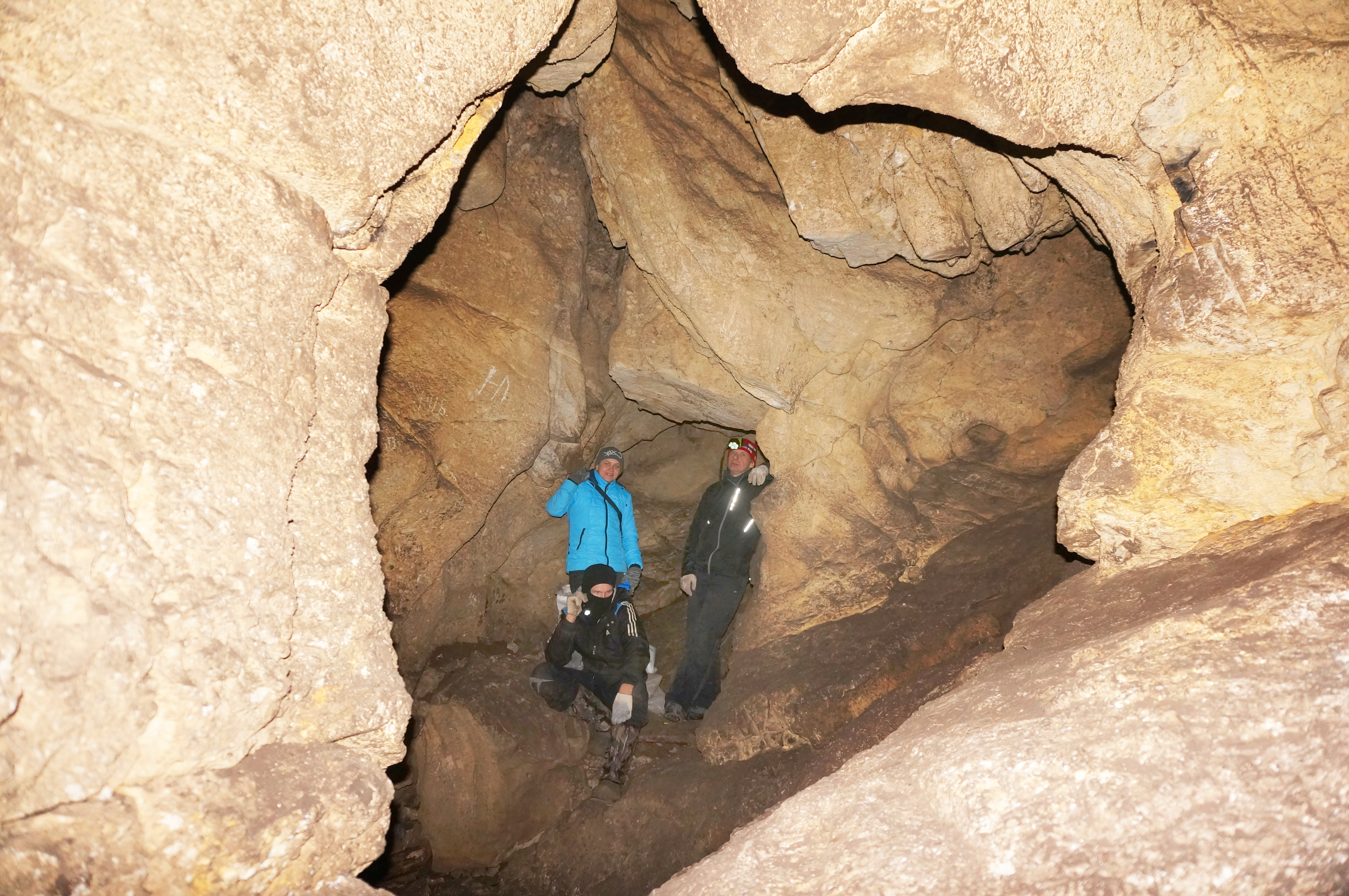

54°26′N 61°21′E / 54.433°N 61.350°E
烏韋利斯基區（俄语：Увельский район），是俄羅斯的一個區，位於該國西南部，由車里雅賓斯克州負責管轄，面積2,330平方公里，2010年人口31,867，人口密度每平方公里13.68人。